# Kreuzkapelle (Mellrichstadt)

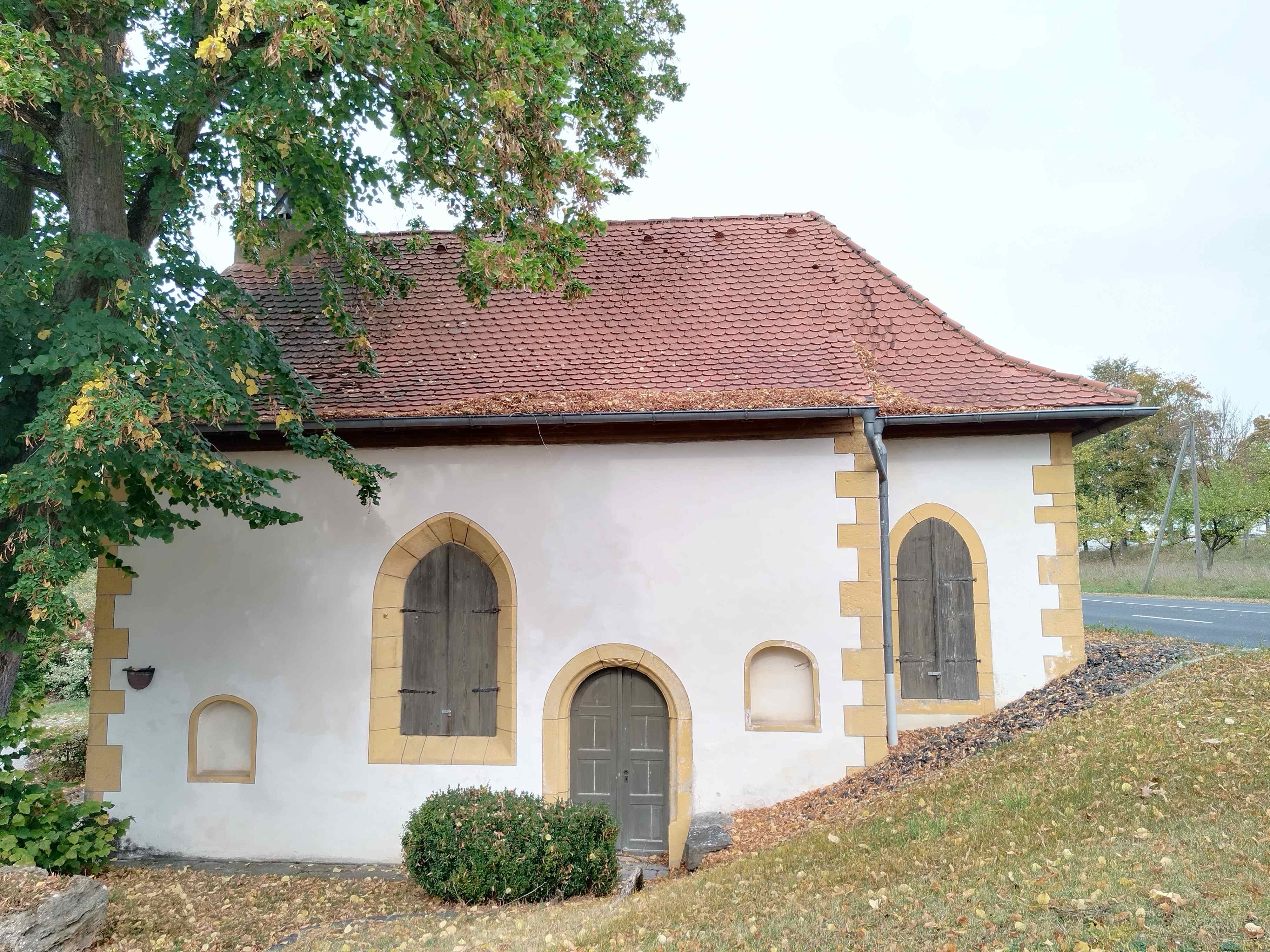
Kreuzkapelle

Die römisch-katholische Kreuzkapelle in Mellrichstadt ist eine Kapelle im Nordwesten der Stadt. Sie ist unter der Nr. D-6-73-142-71 in der Liste der Baudenkmäler in Mellrichstadt eingetragen.
Die Kapelle wurde 1692 als Ersatz für einen vermutlich gotischen Vorgängerbau errichtet. Im 18. Jahrhundert nahm die Rosenkranzbruderschaft die Kapelle als Sitz. Die Kapelle hat einen barocken Altar, der im 20. Jahrhundert renoviert wurde. Direkt benachbart liegt die Aumühle.